# أندرو أنغ
أندرو أنغ (بالإنجليزية: Andrew Ang)‏ هو محامي وقاضي سنغافوري، ولد في 25 فبراير 1946 في سنغافورة.